# Daydream Studio
『Daydream Studio』（デイドリームスタジオ）は、2002年4月から2005年3月までエフエム青森で放送されていた音楽番組である。放送時間は毎週月曜 - 木曜 12:00 - 12:45 （日本標準時）。

## 概要
『FM LUNCHCLUB 〜お昼はなんでもリクエスト〜』に替わってスタートした昼のリクエスト番組。前番組と同じく月曜 - 木曜の放送で、金曜のこの時間帯は『e-PLANETS in tohoku』のネットに使われていた。
番組の終了後、この時間帯は11:30からの『boom! boom! site』と11:55からの『エフエム青森ニュース』との統合によってワイド番組化された。そのため、後継番組『FMオープンテラス Cafe Marble』は11:30から放送されていた。

## パーソナリティ
- 月曜：今道隆[1]
- 火曜：石田英寿[1]（2004年3月まで） → 須藤正大[2]（2004年4月から）
- 水曜：平山早苗[1]
- 木曜：木村香織[1]（2004年12月まで） → 須藤正大[3]（2005年1月から）

## コーナー
- 月曜：映画情報コーナー
- 火曜：アニメソングコーナー（石田担当期）、青森函館わくわくホットライン（須藤担当期）
- 水曜：クラシック音楽コーナー
- 木曜：週刊クリッパースフラッシュ

### 備考
- 火曜（石田担当期）のアニメソングコーナーには、エル（『DEATH NOTE』のキャラクターとは別）[誰?]がゲスト出演するときがあった。
- 火曜（須藤担当期）の「青森函館わくわくほっとライン」は、函館市にあるFMいるかとの交流放送企画。FMいるか側では、皆方昭司がこのコーナーを担当していた。このコーナーは、後継番組『Cafe Marble』でも引き続き行われていた。
- 水曜のクラシック音楽コーナーは、前番組『FM LUNCHCLUB』からの引き継ぎコーナー。
- 木曜の「週刊クリッパースフラッシュ」は、クリッパー[要説明]の情報コーナー。